# Shashiskau River
Shashiskau River är ett vattendrag i Kanada.   Det ligger i provinsen Ontario, i den östra delen av landet, 700 km nordväst om huvudstaden Ottawa.
I omgivningarna runt Shashiskau River växer i huvudsak barrskog. Trakten runt Shashiskau River är nära nog obefolkad, med mindre än två invånare per kvadratkilometer.